# Wolf Rock (Queensland)

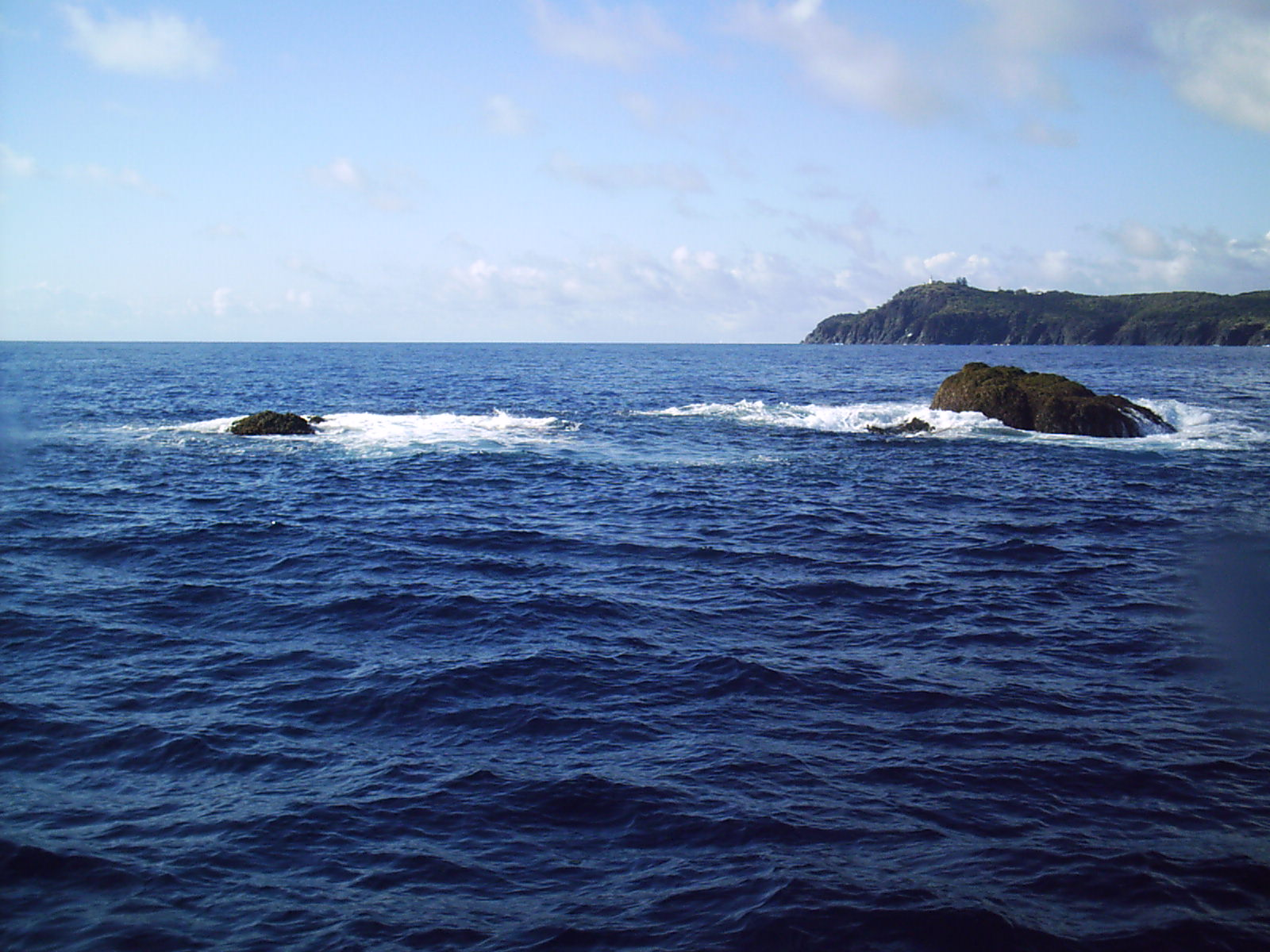
Wolf Rock

Wolf Rock – grupa czterech wulkanicznych skał na morzu koralowym u wybrzeży Australii. Znajdują się one ok. 2 km od Double Island Point w regionie Gympie w australijskim stanie Queensland. Miejsce jest popularne wśród płetwonurków. 
Wystające z wody skały podobno zostały po raz pierwszy dostrzeżone podczas pierwszej wyprawy dookoła świata kapitana Cooka, przez członka załogi statku Endeavour i nazwane na jego cześć. Mimo iż członkiem załogi był niejaki Archibald Wolfe, kapitan Cook nie wspomina w swoich dziennikach o odkryciu i nazwaniu skał. 
Rząd Queensland uważa wody wokół Wolf Rock za najważniejsze stanowisko zagrożonego wyginięciem tawrosza piaskowego. Rekiny kojarzą się tam w pary i można tam spotkać dużą liczbę samic i ciężarnych samic. Od 2003 r. rejon wokół skał Wolf Rock został obszarem chronionym z całkowitym zakazem połowu ryb. Nurkowanie, z ograniczeniami, pozostało dozwolone. 